# Vilangudi
Vilangudi es una ciudad y nagar Panchayat situada en el distrito de Madurai en el estado de Tamil Nadu (India). Su población es de 30884 habitantes (2011). Se encuentra a orillas del río Vaigai, a 6 km de Madurai.

## Demografía
Según el censo de 2011 la población de Vilangudi era de 30884 habitantes, de los cuales 15335 eran hombres y 15549 eran mujeres. Vilangudi tiene una tasa media de alfabetización del 92,97%, superior a la media estatal del 80,09%: la alfabetización masculina es del 96,15%, y la alfabetización femenina del 89,86%.